# 船橋市郷土資料館

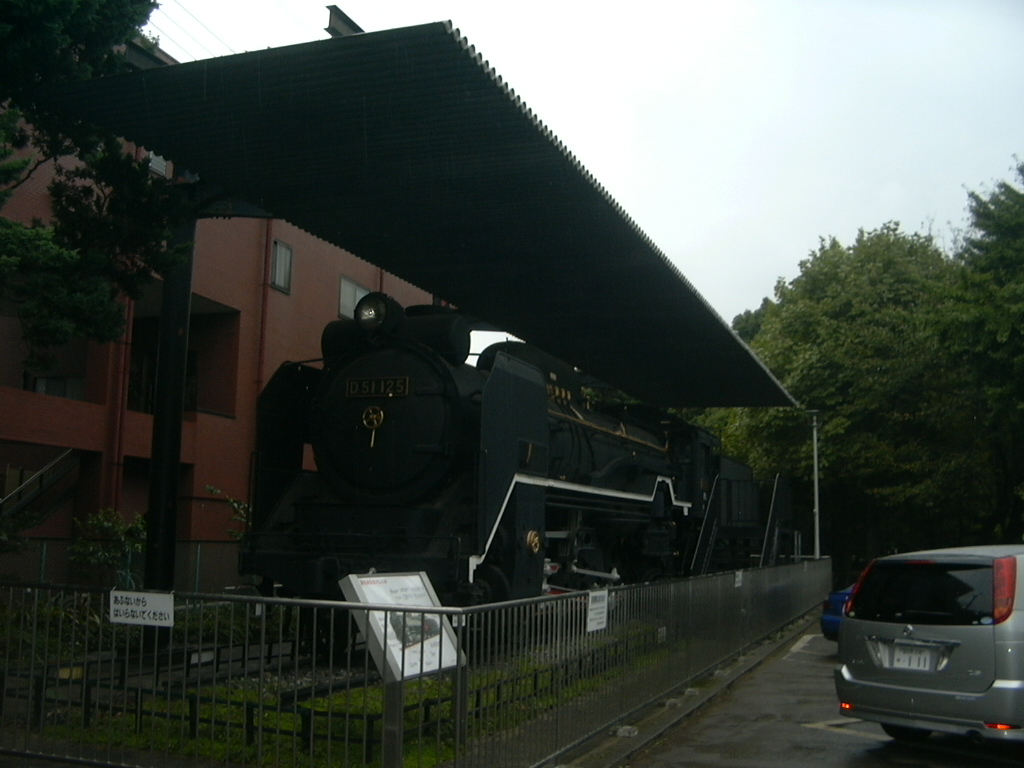
D51-125号蒸気機関車。

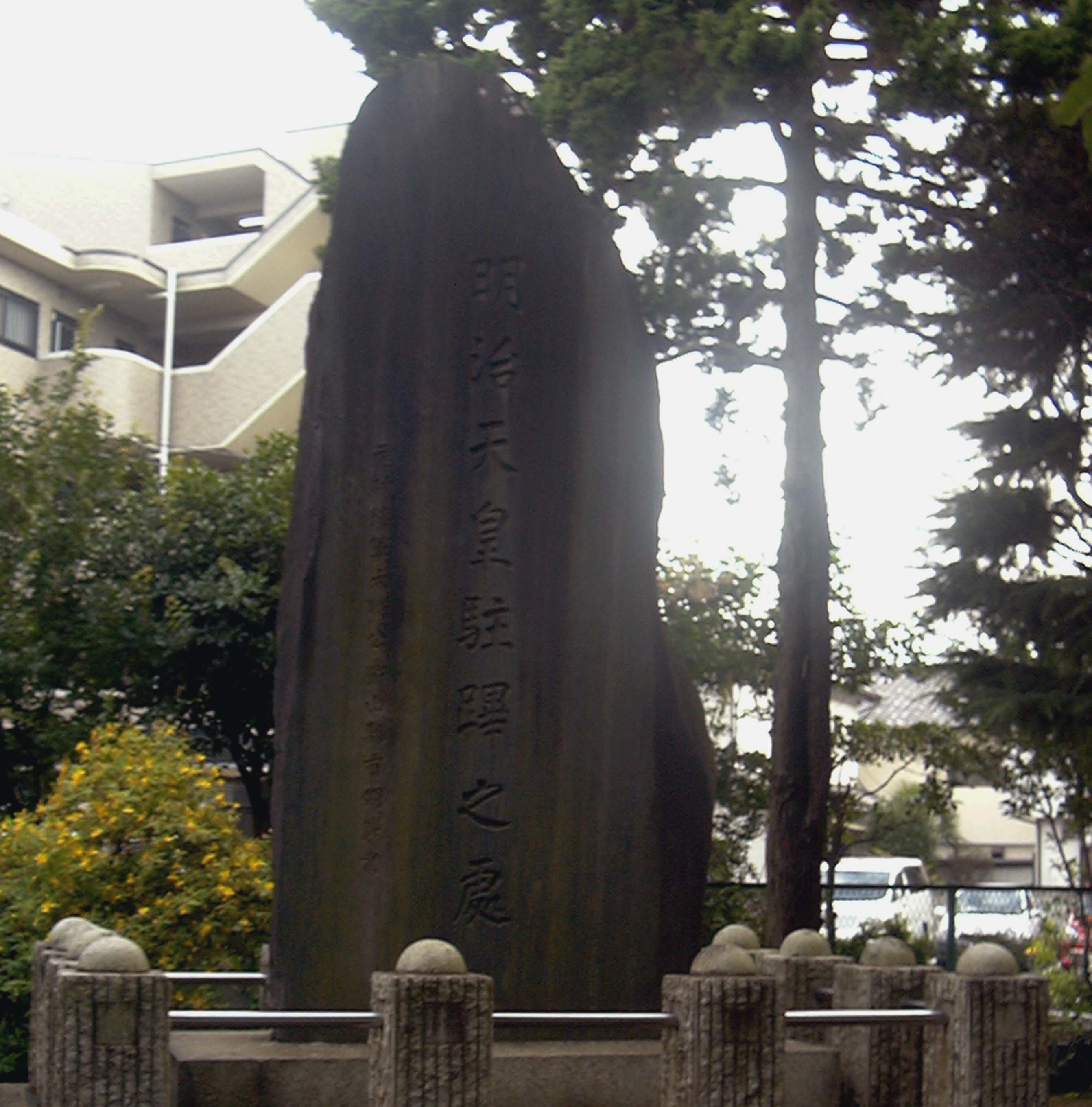
明治天皇駐蹕之処の碑。

船橋市郷土資料館（ふなばししきょうどしりょうかん）は、千葉県船橋市薬円台4丁目の薬円台公園内にある郷土博物館。なお、名称については船橋市博物館条例第2条第1項の規定で、船橋市郷土資料館とされている。1972年（昭和47年）6月10日、船橋市で初めての博物館として開館した。

## 概要
- 開館時間：午前9時から午後5時（入館は午後4時30分まで）
- 休館日
  - 月曜日
  - 祝日の翌日（土曜日と日曜日は除く）
  - 12月29日から翌年の1月3日
- 入場料：無料
- 所在地：千葉県船橋市薬円台4丁目25番19号
- 駐車場：15台（無料）

## 根拠条例
- 船橋市博物館条例（平成12年9月29日条例第48号）[2]
- 船橋市博物館条例施行規則（平成12年9月28日教育委員会規則第17号）[3]

## 交通
- 京成松戸線習志野駅から徒歩約10分
- JR津田沼駅北口から船橋新京成バス「北習志野駅」「高津団地東口」「八千代緑が丘駅」「習志野車庫」「自衛隊前」行き、またはちばレインボーバス「八千代緑が丘駅」「船尾車庫」「千葉ニュータウン中央駅」行きに乗車し、「郷土資料館」下車徒歩約2分

## 展示物

### 屋内展示
- 船橋市の考古、民俗、歴史などの資料を収集・保存、展示

### 屋外展示
- 蒸気機関車D51-125号。毎週土曜日・日曜日の午前10時～午後4時まで、運転席を公開（年末年始・雨天時を除く）。
- 明治天皇駐蹕之処の碑